# Laußnitz
Laußnitz (alt sòrab: Łužnica) és un municipi alemany que pertany a l'estat de Saxònia en la regió de Lausitz. Està situada aproximadament a 2,5 quilòmetres al sud-oest de Königsbrück i uns 25 km al nord-est de Dresden. El 2022 tenia 2022 habitants. Te una estació a la línia RB33 del ferrocarril Dresden-Neustadt – Königsbrück.

## Història
El primer esment Lusenytz data del 1289. El nom significa zona pantanosa. El 1940 s'hi va afegir el llogaret de Glauschnitz, antigament part de Bohra i el 1998 s'hi va afegir l'antic municipi de Höckendorf. El primer esment Hoykendorf data de 1309.